# Allgemeine Eisenbahnverstaatlichung in Schweden
Die allgemeine Eisenbahnverstaatlichung in Schweden (kurz auch: allgemeine Verstaatlichung, schwedisch: allmänna förstatligandet) beruhte auf einer am 17. Mai 1939 vom schwedischen Reichstag getroffene Entscheidung, einen Großteil der bis zu diesem Zeitpunkt als private Gesellschaften existierenden Eisenbahngesellschaften in staatliche Hand zu überführen. Mit 73 Stimmen gegen 26 in der Ersten Kammer und 125 Stimmen gegen 35 in der Zweiten Kammer des Parlaments fand der Vorschlag eine überwiegende Mehrheit.
Die gesellschaftsrechtlichen Strukturen der schwedischen Privatbahnen waren bis zu diesem Zeitpunkt sehr vielfältig. Es waren die Interessen von Unternehmen oder kapitalstarken Privatpersonen, die Strecken erbauen ließen. In einigen Fällen waren es Tochtergesellschaften dieser Unternehmen. Oftmals waren die Besitzer der Eisenbahngesellschaften ganz oder teilweise Städte und Gemeinden entlang der Strecke. Der Begriff Privatbahn war in vielen Fällen irreführend.

## Eisenbahnbau
Der Eisenbahnbau in Schweden begann in der Mitte des 19. Jahrhunderts als Folge der Industrialisierung. Die Betriebe benötigten zum Transport ihrer Waren bessere Verkehrsanbindungen. Der Bau des schwedischen Eisenbahnsystems basierte auf einer grundsätzlichen parlamentarischen Entscheidung im Jahr 1854. Dabei wurden die so genannten Stambanelinjer beschlossen. Diese fünf Linien waren die Östra stambanan (Nässjö–Katrineholm), Södra stambanan (Malmö–Nässjö–Falköping), Västra stambanan (Stockholm–Göteborg), Norra stambanan (Stockholm–Uppsala–Avesta–Krylbo–Storvik) und die Nord västra stambanan (Laxå–Kristinehamn–Karlstad–Kil–Charlottenberg).  Alle diese Strecken waren im Jahr 1875 fertig, aber im Laufe der Zeit änderten sich die Zugleistungen auf diesen Strecken.
Unter den Stammbahnen verstand der Reichstag „zusammenhängende Strecken, die durch mehrere Provinzen oder in großen Teilen des Landes verlaufen“ („i oavbruten sträckning fortlöpa genom flera provinser eller en större del av landet“). Diese hatten allesamt ihren Ausgangspunkt in Stockholm, wovon in vielen Fällen auch die heute noch verwendete Entfernungsmessung von Stockholm herrührt. Nils Ericsson erhielt 1855 als Leiter der staatlichen Eisenbahnbaubehörde den Auftrag, diese staatlichen Bahnen zu errichten.
Der Bau der kleineren Bahnen oder Nebenstrecken erfolgte mit privaten Mitteln. Diese wurden vom Parlament als leichtere Eisenbahnen, die an Landorten beginnen und an Stammbahnen oder Wasserwegen enden oder näher aneinander liegende, für Inlandsreisen wichtige Punkte verbinden definiert. Sehr schnell wurden mehr Konzessionen für Privatbahnen als für staatliche Strecken erteilt. So besaß 1872 der Staat 65 Prozent des Streckennetzes, 1882 waren es nur noch 35 Prozent. Erst 1939 änderte sich als Folge der schlechten Konjunktur dieses Verhältnis.

## Erste Verstaatlichungen
Schon in früheren Jahren wurden vom schwedischen Reichstag Bahngesellschaften verstaatlicht. Während der Wirtschaftskrise der späten 1870er Jahre gab es die Idee eines allgemeinen Eisenbahngesetzes, das die Verstaatlichung von Bahnstrecken vorsehen sollte. Dieser Vorschlag wurde 1886 beim Järnvägskommitté eingereicht und enthielt die Empfehlung, alle öffentlichen Strecken, die nicht nur dem Lokalverkehr dienen, zu verstaatlichen. Allerdings wurde dieser Vorschlag nicht weiter verfolgt.
Dennoch wurde als erste Strecke die Strecke Hallsberg–Motala–Mjölby 1879 vom Staat übernommen. In den folgenden Jahren konzentrierte sich die Verstaatlichung auf die Bahnen in Nordschweden. Diese Aktionen betrafen die Nebenbahnen der Stammbahn nach Söderhamn, Hudiksvall und Sundsvall. Die Streckenlängen waren unbedeutend, aber die Übernahme hatte große Bedeutung im Hinblick auf das einheitliche Eisenbahnnetz im Norden des Landes. Ein weiterer Schritt war der Erwerb der Strecke Luleå–Gällivare im Jahre 1890 mit dem Hintergrund von politischen und militärischen Motiven.
Die nächste große Übernahme erfolgte zum Teil aus wirtschaftlichen Gründen an der Westküste zwischen Göteborg und Malmö. In den 1910er Jahren folgte die noch teilweise im Bau befindliche Inlandsbahn zwischen Kristinehamn und Gällivare.  Die Verstaatlichungen in den 1920er und 1930er Jahren waren teilweise auf wirtschaftliche Probleme der einzelnen Gesellschaften zurückzuführen. Ab dieser Zeit waren diese der starken Konkurrenz des Autos ausgesetzt.

## Überlegungen zur generellen Verstaatlichung
Bereits 1918 schlug der schwedische Eisenbahnvorstand in einem Brief an König Gustav V. eine ordnungsgemäße Untersuchung über die Verstaatlichung vor. Vor allem im Süden Schwedens waren die privaten Strecken gegenüber den staatlichen weit in der Überzahl. Diese Entwicklung wurde als eine Abkehr von der 1854 getroffenen Entscheidung im Hinblick auf  den Bau von staatlichen Bahnstrecken, den so genannten Stammbahnen, gesehen. Die Vorteile der Stammbahnen wurden in diesem Brief hervorgehoben. Der König wies 1918 das Järnvägskommitté an, die Angelegenheit zu untersuchen. Der Ausschuss stellte fest, dass durch die Spaltung in Staats- und Privatbahnen Kapital verschwendet wurde, höheren Betriebskosten und Uneinigkeit über Tarife und Gehälter des Personals entstanden und sich das Tempo der notwendigen Zusammenarbeit zwischen den verschiedenen Bahnverwaltungen verlangsamte. Der Ausschuss stellte ferner fest, dass es nicht möglich war, diese Fragen vollständig zu lösen. Wirtschaftlicher Nutzen konnte ohne eine allgemeine Verstaatlichung nicht gewonnen werden. Allerdings hielt der Ausschuss auch fest, dass in gewissem Umfang diese Leistungen auch erreicht werden könnten, wenn kleine Unternehmen zu größeren Einheiten fusionieren würden. Weitere Studien sollten die möglichen Konzentrationen von Privatbahnen prüfen. Der Vorschlag fand die Zustimmung des Königs, dennoch wurde der Ausschuss 1922 aufgelöst.

## Gründe für Übernahmen
Die Übernahme von Strecken von privaten Unternehmen hatte im Wesentlichen drei Gründe:
- Ausbau des Stammbahnnetzes
- Ergänzung des Stammbahnnetzes
- mehr oder weniger zwingende spezielle Einzelgründe

## Streckennetz 1930
Die staatliche Übernahme der sogenannten Kulturbahnen im Norden schaffte 1930 eine klare Unterscheidung beim Bahnbesitz zwischen den südlichen und den nördlichen Teilen des Landes:
| Region   | Streckennetz SJ | Streckennetz Privatbahnen |
| -------- | --------------- | ------------------------- |
| Götaland | 1.525 km        | 6.251 km                  |
| Svealand | 1.525 km        | 3.225 km                  |
| Norrland | 3.480 km        | 693 km                    |

## Fusionsidee
1918 hatten zwei Mitglieder des Eisenbahn-Ausschusses, John Flodin und Sven Norrman, eine eigene Initiative beschlossen. Diese Gedanken führten sie auch nach der Auflösung des Ausschusses weiter. Als Befürworter des Fusionsgedanken zeichneten sie Lösungsmöglichkeiten auf. Nach Norman sollte der Staat bei Fusionen beteiligt werden, dass das öffentliche Interesse gewahrt bliebe. Dabei sollte ein gesamter Zusammenschluss mehrerer Unternehmen zu einem neuen erfolgen. Nach Flodin sollten diese Zusammenschlüsse auf freiwilliger Basis erfolgen und nicht durch staatlichen Zwang.
Bis 1927 hatte bei vielen Bahngesellschaften die Konkurrenz des Autos die Einnahmen reduziert und mehrere davon standen kurz vor dem finanziellen Zusammenbruch. Die Privatbahnen wünschten nun die Übernahme durch den Staat. Der Minister für Verkehr und Kommunikation Carl Meurling initiierte die Konferenz über Eisenbahn- und Straßenverkehr in Stockholm. Diese behandelte unter anderem die Zusammenarbeit zwischen Bahn- und Autoverkehr. Staatliche Übernahmen waren nur in Ausnahmefällen möglich. Eine generelle Verstaatlichung war nicht das Hauptthema der Konferenz, es wurden unterschiedliche Perspektiven im Hinblick auf Fusionen behandelt.
Am 18. November 1927 wies Minister Carl Meurling eine Expertenrunde an, zu untersuchen, wie weit es möglich wäre, die Bahnen in Skåne zu größeren Einheiten zu vereinen. Ergebnis war, dass es wirtschaftlichen Nutzen nur bei einer vollständigen Fusion gäbe. Diese solle auf freiwilliger Basis erfolgen. Positiv wurde auch eine teilweise Verstaatlichung gesehen. Es gab einen Konsens, dass etwas getan werden müsse – dennoch wurde der Fusionsgedanken nicht weiter geführt.
In den Diskussionen wurde auch festgehalten, dass Straßen- und Eisenbahnbau öffentlich-rechtlichen Charakter besitzt und damit eine soziale Notwendigkeit erfüllt wird. Es war ein wiederkehrendes Thema in der Diskussion, dass Schweden mit seinen wichtigsten Verkehrsverbindungen auch Ressourcen schonen sollte. Einen klaren Durchbruch in der Debatte gab es erst im Bericht des Eisenbahn-Ausschusses im Jahre 1938. Dieser empfahl eine komplette Verstaatlichung, denn die Vorteile nach wirtschaftlichen und technischen Gesichtspunkten des Bahnbetriebes würden nur durch eine Neuordnung über die Verstaatlichung erreicht. Nach Auffassung der Kommission könne die Verstaatlichung über einen Zeitraum von fünf Jahren erreicht werden. Ferner wurde angenommen, dass freiwillige Vereinbarungen erreicht werden können, aber die obligatorische Übernahme wurde nicht ausgeschlossen.
Allerdings gab es unterschiedliche politische Ansichten über die Verstaatlichung. Die Rechten sahen mehr Detailprobleme in der örtlichen Wirtschaft, die Sozialdemokraten betrachteten eher die Auswirkungen auf die Gesellschaft als Ganzes. Es gab auch regionale Unterschiede, vor allem in Småland, wo es viele Schmalspurbahnen und kleine Verkehrsgesellschaften gab, die große Schwierigkeiten mit dem Auto als Konkurrenz hatten. Leichter hatten es die großen Unternehmen wie die Trafikförvaltningen Göteborg–Dalarne–Gävle (TGDG), Stockholm–Västerås–Bergslagens Järnvägar (SWB) oder die Trafikbolaget Grängesberg–Oxelösund (TGOJ) in Mittelschweden. Diese großen Unternehmen hatten sehr engen Kontakt mit der Industrie wie zum Beispiel TGOJ mit Erztransporten.

## Beschluss des Reichstags
Am 17. Mai 1939 fand dann die Abstimmung im Parlament statt, wobei der Vorschlag für eine allgemeine Verstaatlichung die Mehrheit fand. Durch den Zweiten Weltkrieg konnte die Verstaatlichung nicht so schnell wie geplant umgesetzt werden. Man begann im Jahr 1940, die vollständige Umsetzung war erst 1958 beendet. Danach blieben nur wenige Bahnen, wie bspw. die TGOJ, formell unabhängig von den SJ. Insgesamt 7495 km Bahnstrecke wurden verstaatlicht, die größten Käufe fanden 1940 (1476 km) und 1947 (1750 km) statt.
Nach Ende der Verstaatlichung waren die SJ das einzige große Verkehrsunternehmen in Schweden. Die mehr als 80 Jahre alte Entscheidung über die Verkehrsverteilung in Schweden von 1854 war durch eine neue ersetzt worden. Das gesamte schwedische Schienennetz erreichte seinen Höhepunkt 1939, als es 16.900 km umfasste. In den 1950er Jahren begann der Abbau der Eisenbahn, der in großem Maße bis 1994 dauerte.

## Aktuelle Daten
1991 wurde das Streckennetz der TGOJ mit 316 km in das staatliche Netz übernommen. Am 1. Mai 1993 ging die Inlandsbahn mit 1.053 km in „Verwaltung im staatlichen Auftrag“ an die Inlandsbanan AB über und wird in der Statistik bei den Privatbahnen geführt. Nach dem Statistischen Jahrbuch Schwedens 2011 betrug das schwedische Streckennetz 11.206 Kilometer. Davon waren 10.014 km in Staatsbesitz. 1.192 km, davon 65 km schmalspurig, betrieben private Gesellschaften.